# Heuschreckenplage 2019/2020

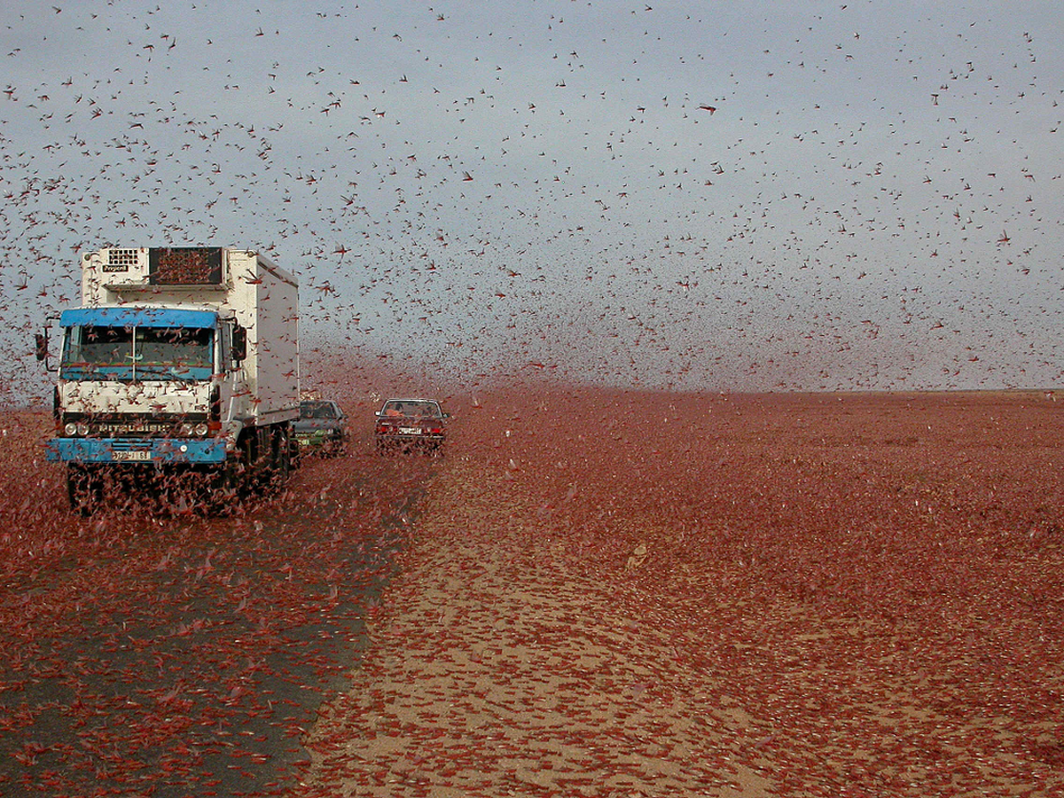
Ein Heuschreckenschwarm (Aufnahme von 2004)

Seit 2019 verursachte eine katastrophale Plage von Wüstenheuschrecken speziell am Horn von Afrika und in Pakistan große Schäden in der Landwirtschaft und gefährdete damit die Nahrungsmittelversorgung in der ohnehin krisengebeutelten Region. Die Massenvermehrung hielt 2020 an und klang im Lauf des Jahres 2021 in allen betroffenen Ländern aus.

## Entstehung
Ihren Ursprung hatte die Krise in der südlichen Arabischen Halbinsel im Bereich der Wüste Rub al-Chali. Im Mai und Oktober 2018 brachten der Zyklon Mekunu und der Zyklon Luban intensive Niederschläge in diese Wüstenregion. Die dadurch ausgelöste starke Vegetationsentwicklung bot für mindestens neun Monate (Juni 2018 bis März 2019) reichlich Nahrung für die Wüstenheuschrecken, deren Population sich stark vergrößerte. Erste Schwärme verließen im Januar 2019 die Wüstenregion in Richtung südwestlichem Iran, Saudi-Arabien und Jemen. Wiederum begünstigt durch reichlichen Regen bildeten sich dort in den Monaten Februar bis Juni mehrere große Schwärme. Diese bewegten sich im Juni bis Dezember in Richtung der indo-pakistanischen Grenze weiter, wo das weitere Wachstum durch eine länger als normal andauernde Monsunperiode begünstigt wurde. Vom Jemen aus bewegten sich im Oktober bis Dezember 2019 Schwärme über das Rote Meer in Richtung Nord-Somalia und Äthiopien. Ein weiterer Wirbelsturm traf im Dezember 2019 auf das Horn von Afrika und ermöglichte ein weiteres Anwachsen der Schwärme, die Ende des Monats Kenia erreichten und Anfang Februar 2020 in Uganda und Tansania eintrafen.
Im Dezember 2020 zogen erneut erste Schwärme von Heuschrecken über Kenia. Zuvor waren Bekämpfungsmaßnahmen in mehreren Staaten gescheitert. Die Heuschreckenplage hielt in begrenzten Regionen in Äthiopien und Somalia bis 2021 an, sie endete überall im Winter 2021.
Wissenschaftler machen gehäuft auftretende positive Phasen des Indischer-Ozean-Dipols für die starken Niederschlagsereignisse verantwortlich und vermuten hier auch einen Zusammenhang mit der globalen Erwärmung.

## Auswirkungen
Seit Oktober 2019 herrschte am Horn von Afrika eine massive Heuschreckenplage. Am schlimmsten war die Situation in Somalia, Kenia und Äthiopien. Weitere betroffene Gebiete lagen u. a. in Dschibuti, Uganda, Kongo, Sudan, Südsudan und Eritrea, auf der südlichen Arabischen Halbinsel, im westlichen Indien und Pakistan. Viele dieser Länder hatten den Notstand ausgerufen.
Im Januar 2020 hatte ein Schwarm mit hunderten Millionen Insekten in Kenia eine Ausdehnung von 2.400 km², was ungefähr der Fläche des Saarlandes entspricht. Laut Ernährungs- und Landwirtschaftsorganisation der Vereinten Nationen (FAO) vertilgt ein Quadratkilometer eines Heuschreckenschwarms die gleiche Nahrungsmenge wie 35.000 Menschen. Im Februar 2020 waren bereits 5.000 km² Land zerstört. Es gilt als die schlimmste Plage durch Wüstenheuschrecken seit 70 Jahren in Kenia und seit 25 Jahren in Äthiopien und Somalia. Die FAO bewertete die Situation im April 2020 als „weiterhin alarmierend“. Die Regenzeit in Ostafrika werde voraussichtlich zu einem dramatischen Anstieg von Heuschrecken führen. Bedingt durch die globale Erwärmung, steigt laut Klimaforschern die Anzahl der Zyklone jährlich an, was Heuschreckenkrisen begünstigt.
Erschwerend kommt hinzu, dass in vielen der betroffenen Gebiete Bürgerkriege herrschen (siehe etwa in Südsudan, Somalia und Jemen, wo zusätzlich eine Cholera-Epidemie ausgebrochen ist). Dadurch wurde nicht nur die Bekämpfung der Plage erschwert, sondern es befanden sich Millionen Menschen auf der Flucht, hinzu kam außerdem seit Anfang 2020 die weltweite COVID-19-Pandemie. Ebenfalls verstärkt wurden die Auswirkungen der Heuschreckenplage 2019/2020 durch die Überschwemmungen im Sudan 2020, da hierdurch viele Felder überflutet wurden, die zuvor von den Heuschrecken verschont geblieben waren.

## Bekämpfung und Hilfsmaßnahmen
Eine frühe Bekämpfung des Schwarms mit Pestiziden im Jemen war wegen des Bürgerkriegs nicht möglich, so dass sich die Tiere dort ungestört vermehren konnten.
Zur Bekämpfung wurden in Ostafrika verstärkt Pestizide versprüht, daneben wurde eine biologische Bekämpfung durch den parasitischen Pilz Metarhizium acridum getestet. Die FAO rief zu staatlichen Spenden in Höhe von 153 Millionen US-Dollar auf; 144 Millionen waren im Mai 2020 insgesamt von Staaten zugesagt worden.
| Pestizide    | Äthiopien     | Uganda        | Kenia         | Sudan         | Südsudan      |
| ------------ | ------------- | ------------- | ------------- | ------------- | ------------- |
| Chlorpyrifos | 220.000 Liter | 025.000 Liter |               |               |               |
| Deltamethrin |               | 050.000 Liter | 305.600 Liter |               |               |
| Fenitrothion |               |               | 008.000 Liter |               |               |
| Malathion    | 110.000 Liter |               |               | 100.000 Liter | 015.000 Liter |